# Johann Wilhelm Petersen
Johann Wilhelm Petersen (født 1. juni 1649 i Osnabrück, død 31. januar 1727) var en tysk teolog, af efterverdenen mest husket som ivrig kiliast.
Petersen blev efter et omskifteligt liv superintendent i Lyneborg 1688. Han var en from, men sværrmerisk mand, der sammen med sin ligesindede hustru, Eleonore von Merlau, og den bekendte Juliana von Asseburg troede sig få særlige guddommelige åbenbaringer. Hans lære om det tusindårige rige bragte ham i konflikt med de ortodokse og medførte hans afsættelse 1692. Som privatmand fortsatte han ihærdigt sit forfatterskab och forfægtede bland andet læren om "alle tings genoprettelse".